# HK Express
A HK Express é uma empresa aérea com sede em Hong Kong, foi fundada em 2004 e faz parte do HNA Group.

## Frota
Em janeiro de 2018:
- Airbus A320-200: 8
- Airbus A320neo: 5
- Airbus A321-200: 11